# Pękaninko
Pękaninko (niem.: Klein Panknin) – osada w Polsce położona w województwie zachodniopomorskim, w powiecie białogardzkim, w gminie Białogard. W latach 1975–1998 osada należała do województwa koszalińskiego. W roku 2007 osada liczyła 20 mieszkańców. Osada wchodzi w skład sołectwa Pękanino.

## Geografia
Osada leży ok. 1 km na północ od Pękanina, przy drodze między Pękaninem a Kościernicą.

## Komunikacja
W osadzie znajduje się przystanek komunikacji autobusowej.